# Chad Oliver
Pour les articles homonymes, voir Oliver.
Œuvres principales
- Les Vents du temps
- Ombres sur le soleil

Chad Oliver, né Symmes Chadwick Oliver le 30 mars 1928 à Cincinnati (Ohio, États-Unis) et mort le 9 août 1993 à Austin (Texas, États-Unis), est un écrivain de science-fiction et anthropologue américain.

## Biographie
Après des études d'anthropologie, il a effectué des recherches au Kenya sur la culture et l'écologie en Afrique de l'est. Ces centres d'intérêt sont très présents dans ses ouvrages. Chad est diplômé d'un doctorat d'anthropologie de l'Université de Californie à Los Angeles en 1961.
Il sera professeur à l'Université du Texas à Austin.
Il fait partie de l'organisation d'écrivains SF Turkey City Writer's Workshop (en).

## Œuvre

### Romans
- Mists of Dawn (1952)
- Shadows in the Sun (1954) Publié en français sous le titre Ombres sur le soleil, traduit par Claude Elsen, Éditions Denoël, coll. Présence du futur no 12, 1956
- The Winds of Time (1956) Publié en français sous le titre Les Vents du temps, Paris, Galaxie-bis no 61, 1979 ; réédition, J'ai lu, coll. Science-Fiction no 1116, 1980
- Unearthly Neighbors (1960)
- The Wolf is My Brother (1967) (western)
- The Shores of Another Sea (1971)
- Giants in the Dust (1976)
- Broken Eagle (1989) (western)
- The Cannibal Owl (1994)

### Recueils de nouvelles
- Another Kind (1955)
- The Edge of Forever (1971)
- A Star Above and Other Stories (2003)
- Far from This Earth and Other Stories (2003)

### Nouvelles (sélection)
- Transfusion (1959)
- The Land of Lost Content (1950)
- The Blood Star (1951) en collaboration avec Garvin Berry
- The Boy Next Door (1951)
- The Reporter (1951)
- The Edge of Forever (1951)
- Win the World (1952)
- The Subversives (1952)
- Lady Killer (1952)
- Blood's a Rover (1952)
- Stardust (1952) aussi publiée sous le titre First to the Stars (1952) Publié en français sous le titre La Poussière des étoiles, dans La Grande Anthologie de la science-fiction - Histoires de voyages dans l'espace, Paris, Le Livre de poche no 3780, 1983
- Final Exam (1952)
- The Fires of Forever (1952)
- Scientific Method (1953) Publié en français sous le titre Méthode scientifique, Paris, Opta, Fiction no 212, août 1971
- Fires of Forever (1953)
- Technical Advisor (1953) Publié en français sous le titre Le Conseiller technique, Paris, Éditions OPTA, Fiction no 15, février 1955
- The Shore of Tomorrow (1953)
- Judgment Day (1953)
- Anachronism (1953)
- The Ant and the Eye (1953)
- Hardly Worth Mentioning (1953)
- The Life Game (1953)
- Hands Across Space (1953)
- Rite of Passage (1954) Publié en français sous le titre Rite de passage, Paris, Opta, Fiction no 193, janvier 1970
- Let Me Live in a House (1954)
- Transformer (1954) Publié en français sous le titre Les Habitants de la ville-jouet, Paris, Opta, Fiction no 23, octobre 1955 ; réédition, Paris, Opta, Fiction spécial no 23, 1974
- Of Course (1954) Publié en français sous le titre Bien sûr, Paris, Opta, Fiction no 292, juillet 1978
- Artifact (1955) Publié en français sous le titre L'Objet, Paris, Opta, Fiction no 29, avril 1956 ; réédition dans La Grande Anthologie de la science-fiction - Histoires de planètes, Paris, Le Livre de poche no 3769, 1976
- Let Me Live In a House (1955) Publié en français sous le titre Les Habitants de la ville-jouet, Paris, Opta, Fiction spécial no 16, 1970
- The Last Word (1955), en collaboration avec Charles Beaumont Publié en français sous le titre Claude à travers le temps, Paris, Opta, Fiction no 33, août 1956
- I, Claude (1956), en collaboration avec Charles Beaumont Publié en français sous le titre Claude l'invincible, Paris, Opta, Fiction no 34, septembre 1956
- Didn't He Ramble (1957) Publié en français sous le titre Départ en beauté, traduction Bruno Martin, Paris, Opta, Fiction no 56, juillet 1958
- North Wind (1956) Publié en français sous le titre Le Vent du Nord, Paris, Opta, Fiction no 36, novembre 1956 ; réédition dans La Grande Anthologie de la science-fiction - Histoires galactiques, Paris, Le Livre de poche no 3774, 1975
- Rewrite Man (1957) Publié en français sous le titre Paternité, Paris, Opta, Fiction no 61, décembre 1958 ; réédition dans La Grande Anthologie de la science-fiction - Histoires de surhommes, Paris, Le Livre de poche no 3786, 1984
- Between the Thunder and the Sun (1957) Publié en français sous le titre Entre le tonnerre et le soleil, Paris, Opta, Fiction no 94, septembre 1961
- The Wind Blows Free (1957) Publié en français sous le titre Le vent souffle où il veut, Paris, Opta, Fiction no 68, juillet 1959 ; réédition dans La Grande Anthologie de la science-fiction - Histoires de cosmonautes, Paris, Le Livre de poche no 3765, 1974
- Pilgrimage (1958) Publié en français sous le titre Culbute dans le temps, Paris, Opta, Fiction no 65, avril 1959 ; réédition dans La Grande Anthologie de la science-fiction - Histoires d'envahisseurs, Paris, Le Livre de poche no 3779, 1983
- Guardian Spirit (1958) Publié en français sous le titre L'Esprit gardien, Paris, Opta, Fiction no 143, octobre 1965
- Any More At Home Like You? (1962) Publié en français sous le titre Seul en son genre ?, dans La Grande Anthologie de la science-fiction - Histoires d'extraterrestres, Paris, Le Livre de poche no 3763, 1974
- A Stick for Harry Eddington (1965) Publié en français sous le titre Corps de rechange, Paris, Opta, Fiction no 150, mai 1966
- End of the Line (1965) Publié en français sous le titre La Fin du voyage, Paris, Opta, Fiction no 140, juillet 1965

### Essais
- P.S.'s Feature Flash (1944)
- Afterthoughts To "the Edge Of Forever (1971)
- Afterthoughts (1971)
- Oliver-Editors Correspondence (1982) with Anthony Boucher
- Afterword (Unearthly Neighbors) (1984)
- Introduction to Unpublished Stories (1988)